# Hatgömbös koordináták
A hatgömbös koordináták a háromdimenziós Descartes-féle koordináta-rendszer {\displaystyle x^{2}+y^{2}+z^{2}=1} egységgömb körüli inverziójával kapható koordináta-rendszer koordinátái. Nevét arról kapta, hogy koordinátafelületei az origót érintő gömbök, melyek hat oldal valamelyikén helyezkednek el, attól függően, hogy melyik koordinátáról van szó, és az pozitív vagy negatív. 
A koordináták megkaphatók, mint:
{\displaystyle u={\frac {x}{x^{2}+y^{2}+z^{2}}},\quad v={\frac {y}{x^{2}+y^{2}+z^{2}}},\quad w={\frac {z}{x^{2}+y^{2}+z^{2}}}.}
Mivel az inverzió önmaga inverze, azért az is érvényes, hogy:
{\displaystyle x={\frac {u}{u^{2}+v^{2}+w^{2}}},\quad y={\frac {v}{u^{2}+v^{2}+w^{2}}},\quad z={\frac {w}{u^{2}+v^{2}+w^{2}}}.}
Ez a rendszer {\displaystyle R}-szeparábilis a háromváltozós Laplace-egyenlet számára.

## Fordítás
Ez a szócikk részben vagy egészben  a(z)   6-sphere coordinates című angol Wikipédia-szócikk fordításán alapul.  Az eredeti cikk szerkesztőit annak laptörténete sorolja fel. Ez a jelzés csupán a megfogalmazás eredetét és a szerzői jogokat jelzi, nem szolgál a cikkben szereplő információk forrásmegjelöléseként.